# Complicités
Complicités (The Better Sister) est une mini-série télévisée américaine réalisée par Craig Gillespie et diffusée le 29 mai 2025 sur Prime Video.
Il s'agit de l'adaptation du roman éponyme de l'autrice américaine Alafair Burke, paru en 2019 aux États-Unis.

## Synopsis
Lorsque son mari est brutalement assassiné, la vie bien ordonnée de Chloé (Jessica Biel) vole en éclats. Aux côtés de sa sœur Nicky (Elizabeth Banks), qu’elle n’a jamais vraiment réussi à garder près d’elle, elle se retrouve confrontée à des secrets familiaux enfouis qui menacent de tout faire basculer.

## Distribution

### Acteurs principaux
- Jessica Biel (VF : Chloé Berthier ; VQ : Camille Cyr-Desmarais) : Chloe Taylor
- Elizabeth Banks (VF : Marie-Eugénie Maréchal ; VQ : Viviane Pacal) : Nicky Macintosh
- Corey Stoll (VF : Sacha Petronijevic) : Adam Macintosh
- Maxwell Acee Donovan (VF : Hervé Grull ; VQ : Matis Ross) : Ethan Macintosh
- Gabriel Sloyer (en) (VF : Philippe Bozo) : Jake Rodríguez
- Kim Dickens (VF : Laura Blanc ; VQ : Marika Lhoumeau) : Nancy Guidry
- Michael J. Harney (VF : Gabriel Le Doze) : Artie, le portier
- Bobby Naderi (VF : Thomas Roditi ; VQ : Alexandre Fortin) : Matt Bowen
- Matthew Modine (VF : Bernard Lanneau) : Bill Braddock
- Lorraine Toussaint (VF : Virginie Emane ; VQ : Carole Chatel) : Catherine Lancaster
- Gloria Reuben (VF : Brigitte Berges ; VQ : Patricia Tulasne) : Michelle Sanders

### Acteurs secondaires
- John Finn
- Fred Weller (en) : Hank
- Paul Sparks (VF : Alexis Victor) : Ken
- Janel Moloney (VF : Clara Borras) : Sheila
- Frank Pando (VF : Nicolas Marié) : l'agent Edward Olivero
- Keone Young (VF : Jean-Claude Donda) : Jerry McCabe